# Saint-Georges-sur-Cher

Saint-Georges-sur-Cher este o comună în departamentul Loir-et-Cher, Franța. În 1 ianuarie 2022 avea o populație de 2.711 de locuitori.